# 아린 도일
아린 도일(Aaryn Doyle, 1993년 1월 1일 ~ )은 캐나다의 배우이다.